# Сарбані Басу
Сарбані Басу — індійський астрофізик і професор Єльського університету в США. Вона є членом ради директорів Асоціації університетів з дослідження астрономії та членом Американської асоціації сприяння розвитку науки.

## Біографія
Басу отримала ступінь бакалавра в Мадраському університеті в 1986 році. Вона закінчила аспірантуру в Університеті Пуни та Мумбайському університеті, отримавши ступінь доктора філософії в 1993 році.
У 1993 році Басу почала працювати постдоком в Університеті королеви Марії в Лондоні, а потім переїхала до Орхуського університету. У 1996 році вона отримала золоту медаль М. К. Вайну Баппу від Астрономічного товариства Інді. У 1997 році вона приєдналася до Інституту перспективних досліджень в Принстоні. У 2000 році вона стала професором-асистентом Єльського університету, а в 2005 році - професором. У 2002 році вона отримала стипендію Hellman Family Faculty Fellowship.

## Дослідження
Басу цікавиться структурою та динамікою Сонця та вивчає їх за допомогою геліосейсмології. За допомогою моніторингу геліосейсмічних інверсій Басу визначає, які процеси відбуваються всередині Сонця. Вона написала главу книги про геліосейсмологію.
Окрім досліджень Сонця, Сарбані займається:
- Екзопланетами;
- Зоряною астрофізикою;
- Астросейсмологією;
- Дослідженням зоряних популяцій.

Басу має понад 200 статей в рецензованих журналах та індекс Хірша понад 82.
Для популяризації науки вона часто відвідує школи та обговорює з учнями свої дослідження.

## Відзнаки та нагороди
У 2015 році Басу була обрана членом Американської асоціації сприяння розвитку науки. У 2018 році вона отримала премію Джорджа Еллері Хейла від Американського астрономічного товариства за внесок у наше розуміння внутрішньої структури Сонця. У 2020 році вона була обрана почесним членом (Legacy Fellow) Американського астрономічного товариства.

## Дивіться також
- Тахоклин
- Зоряна еволюція
- Космічний телескоп TESS
- Космічний телескоп Kepler
- Структура Сонця